# Trollhättan
För andra betydelser, se Trollhättan (olika betydelser).
Trollhättan är en tätort i Västergötland och centralort i Trollhättans kommun i Västra Götalands län. En mindre del av tätorten är belägen i Vänersborgs kommun.

## Historik

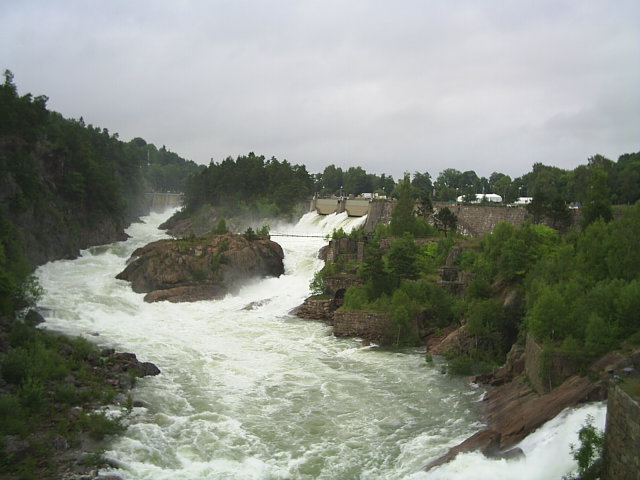
Fallen är normalt torrlagda, men vid festligatillfällen släpps vatten i älvfåran

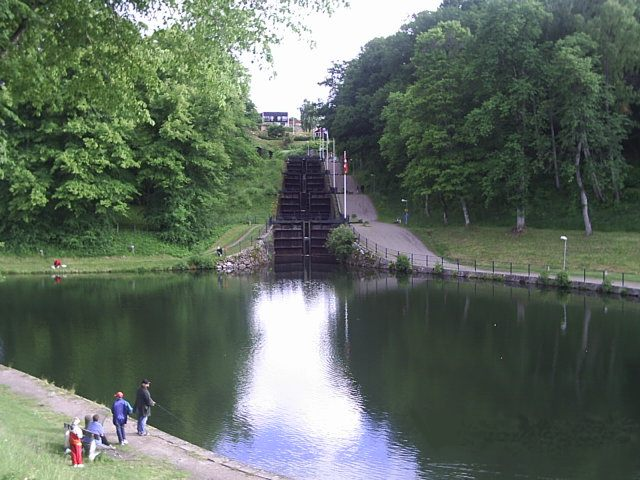
1844 års slussled med Gamledal i förgrunden

Namnet Trollhättan användes ursprungligen endast om Göta älvs fallområde. Trollhättans tätort omfattar idag ett betydligt större område, som förr hade andra geografiska namn.
Namnet Trollhättan kommer från själva fallet eller möjligen ett litet berg som finns i Trollhättefallen. 

### Tidigaste namnen för området: Stora Edet, Eidar, Trollhättan och Stranna
Under medeltiden fanns på Slottsön i Göta älv en fästning som i olika källor omväxlande kallas för Edsborg, Ekholms slott eller Ekeholms slott. Eventuellt byggdes det i början av 1300-talet och raserades eventuellt i början av 1500-talet. Slottsön ligger vid det sund som i gamla skrifter kallas Naglums sund, vid Naglums kyrkoruin. Förr gick landsvägen från Västergötland till Norge via detta sund och borgen bevakade överfarten. Idag återfinns Edsborg som namnet på fotbollslaget FC Trollhättans hemmaarena.
Namnet Edsborg tyder på att området redan då kallats för Ed. Pluralformen av Ed är Eiðar, som området kallats i ett dokument från 1200-talet. Ett ed är en passage där båtar måste bäras eller dragas. Namnet Eidar återfinns idag i namnet på Trollhättans bostadsaktiebolag Eidar AB.
Ett annat tidigt namn för orten är Stora Edet. Denna beteckning har använts för att skilja Stora Edet från det mindre edet två mil nedströms: Lilla Edet, som också var en plats där båtar fick dras förbi vattenfall.
I Västergötland kallades, enligt dialektforskaren Sven Lampa och ortnamnsforskaren Jöran Sahlgren, fallen för Trolta.
Själva namnet Trollhättan har ursprungligen använts enbart om fallområdet. Det är först belagt i namnet Trollhetta qvarn, som nämns 1413 i Erik av Pommerns skattebok.
Det som idag är Trollhättans stadskärna hette förr Stranna och var en del av Gärdhems socken.

### Bosättningen Stranna blir Trollhättan
Trollhättan hade dels en strategisk betydelse vid landsvägen mellan Västergötland och Norge och dels en näringspolitisk betydelse för sjöfarten till och från Vänern. Öster om Trollhättefallen syns ännu idag spåren av Dragrännor, rännor invändigt beklädda med lera där båtar drogs förbi fallen. Det tidigaste dokumentet som nämner att båtar dragits förbi Trollhättan är Harald Hårdrådes saga, som anger att vintern 1063/1064 drog norska flottan förbi fallen i Göta älv och seglade in i Vänern.
Dragning av båtar samt utnyttjande av kraften i älven var de första viktiga näringsverksamheterna i staden. Från medeltiden har kvarn- och sågverksamhet bedrivits där stadens centrum nu ligger, och ett samhälle har successivt vuxit fram däromkring.
Från statsmaktens sida fanns ett intresse att förbättra möjligheten att ta sig förbi fallen med hjälp av slussar, eftersom det är effektivare. Större skepp kunde inte heller dras förbi fallen. Under Karl IX påbörjades slussarbeten. I Vänersborg påbörjades Karls grav, som dock inte blev färdig förrän 1752. I Lilla Edet stod en första sluss färdig cirka 1607. Det viktigaste området var dock fallen vid Trollhättan, som visade sig svårast att lösa. Christopher Polhem började 1718 ett arbete på slussar.
Under 1700-talet gjordes flera misslyckade försök att bygga färdigt slussarna. År 1753 var Polhems slussled klar, 1754 var Ekeblads sluss klar och invigdes av kung Adolf Fredrik. Den sista slussen blev färdigsprängd 1755, men på grund av tekniska problem kom den aldrig i bruk.
På sex år, fram till år 1800, färdigställde Baltzar von Platen en slussled. Bygget av Göta kanal möjliggjorde större båtar och för att dessa skulle komma förbi Trollhättan byggdes en ny slussled med större slussar under Nils Ericson. Dessa stod klara 1844, längre ned i fallområdet. von Platens och Ericssons slussleder användes parallellt fram till år 1916, då de nuvarande slussarna stod klara. Dessa finns strax öster om Ericssons slussar. När dessa invigts togs de båda äldre slussystemen ur bruk.
I takt med den industriella revolutionen blev det allt mer intressant att utnyttja kraften i älven. År 1847 fick Trollhättan en bärande industri i Nydqvist & Holms mekaniska verkstad, sedermera Nohab, som från början drog nytta av kraften i älven. Ytterligare industrier följde snabbt i dess spår.
Fram till år 1860 hade befolkningen vuxit sig så stor att området kunde bryta sig ur Gärdhems socken och bilda egen socken Trollhättans socken. Vid den tiden hade namnet Trollhättan blivit riksbekant genom bygget av Trollhätte Kanal och namnet Stranna övergavs till förmån för namnet Trollhättan.

Alltifrån 1800-talet har samhället ständigt expanderat och omvandlats, under dominans av olika industrier under olika eror. Stridsberg & Biörck ("Stridsbergs"), Nydqvist & Holm AB ("Nohab") och Saab Automobile AB ("Saab") är för äldre trollhättebor klassiska gamla företag som har präglat staden under långa tider.

### Elkraften byggs ut

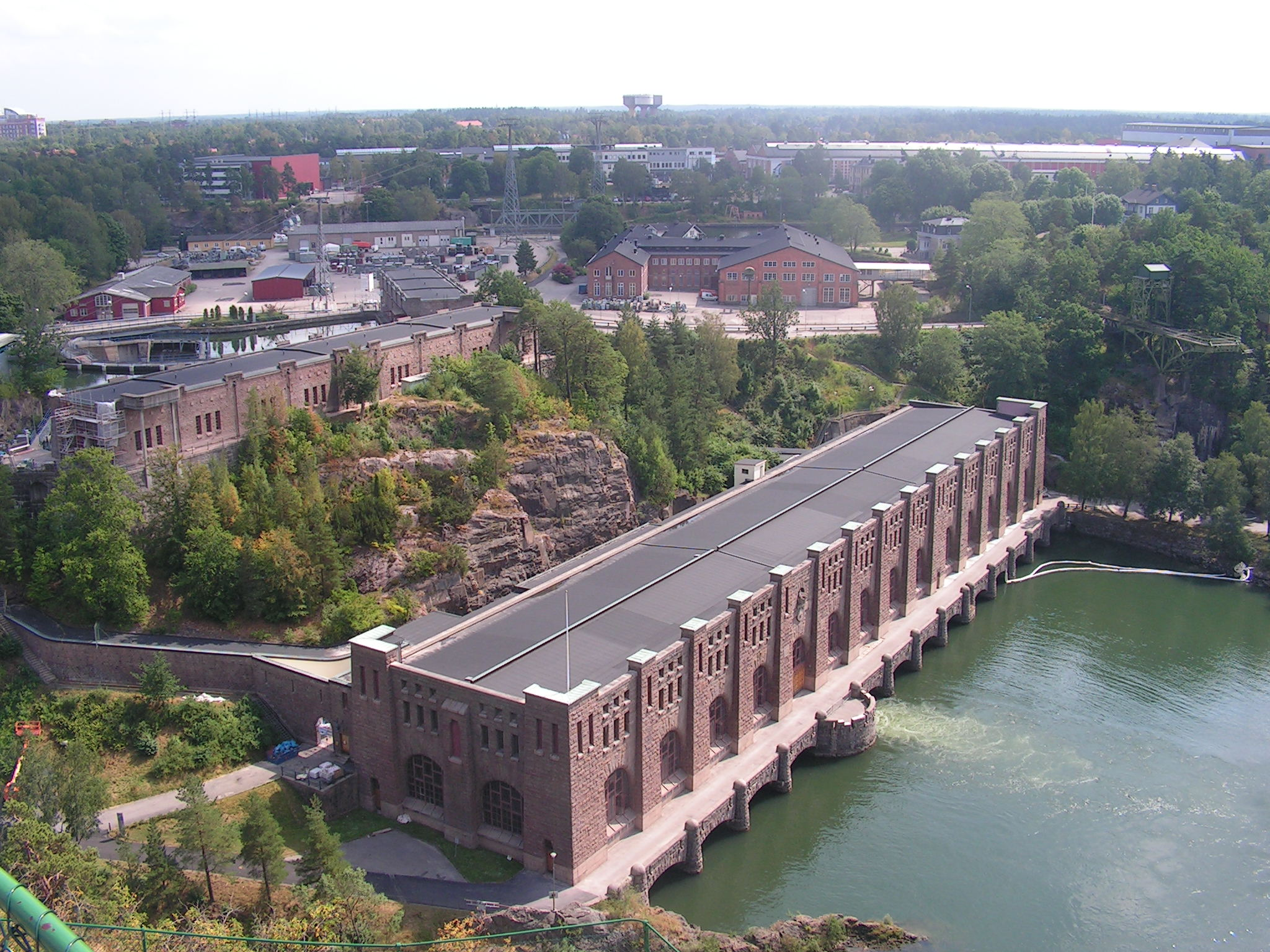
Olidans kraftstation

År 1905 köpte staten Nya Trollhätte Kanal AB och ombildade det till ett statligt verk Kungliga vattenfallsstyrelsen, som sedermera kom att bli statliga Vattenfall. År 1907 påbörjas byggnationen av Olidans kraftstation, som stod färdig 1914.
Genom utnyttjandet av vattenkraft blev Trollhättan ett kluster för elintensiv industri, främst metallurgisk industri från 1910-talet och fram till mitten på 1980-talet. Bland de elintensiva företagen som etablerade sig i Trollhättan fanns Stockholms Superfosfat Fabriks AB, senare Fosfatbolaget, och Eka Chemicals, Höganäs-Billeholm, Skandinaviska Grafit AB och Ferrolegeringar AB. 

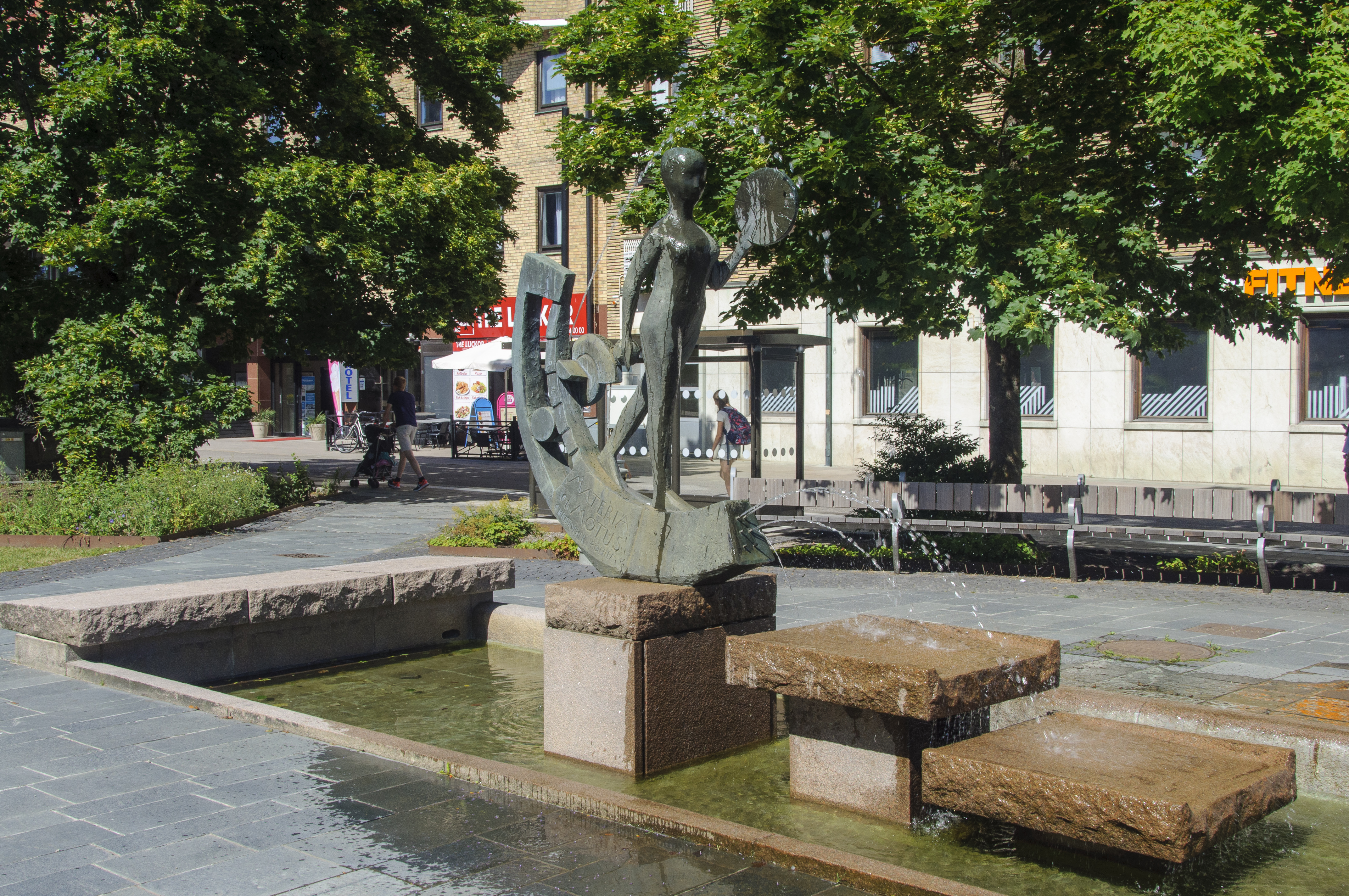
Åke Jönssons skulptur Materia et Motus på Polhemsplatsen.

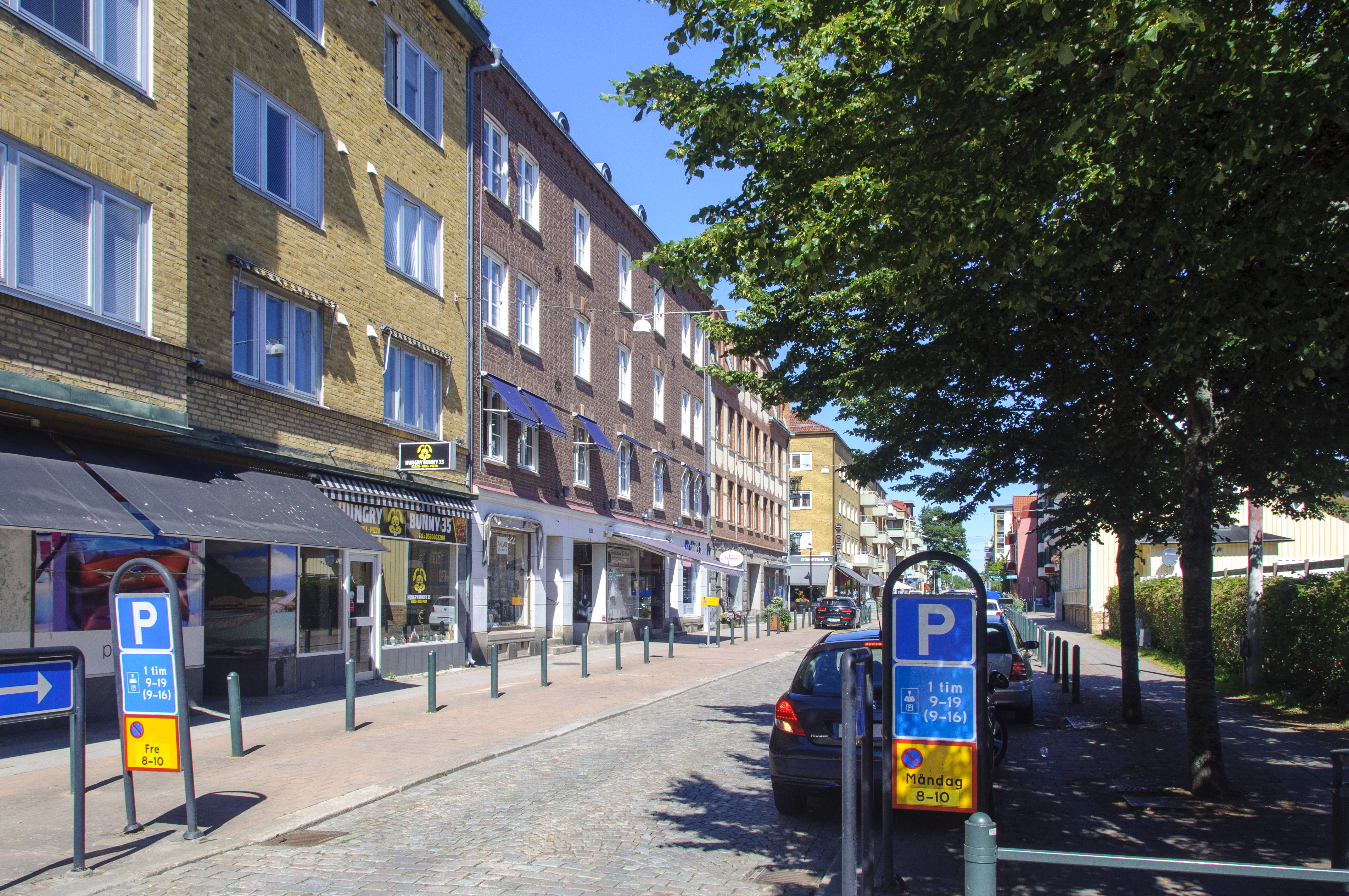
Storgatan

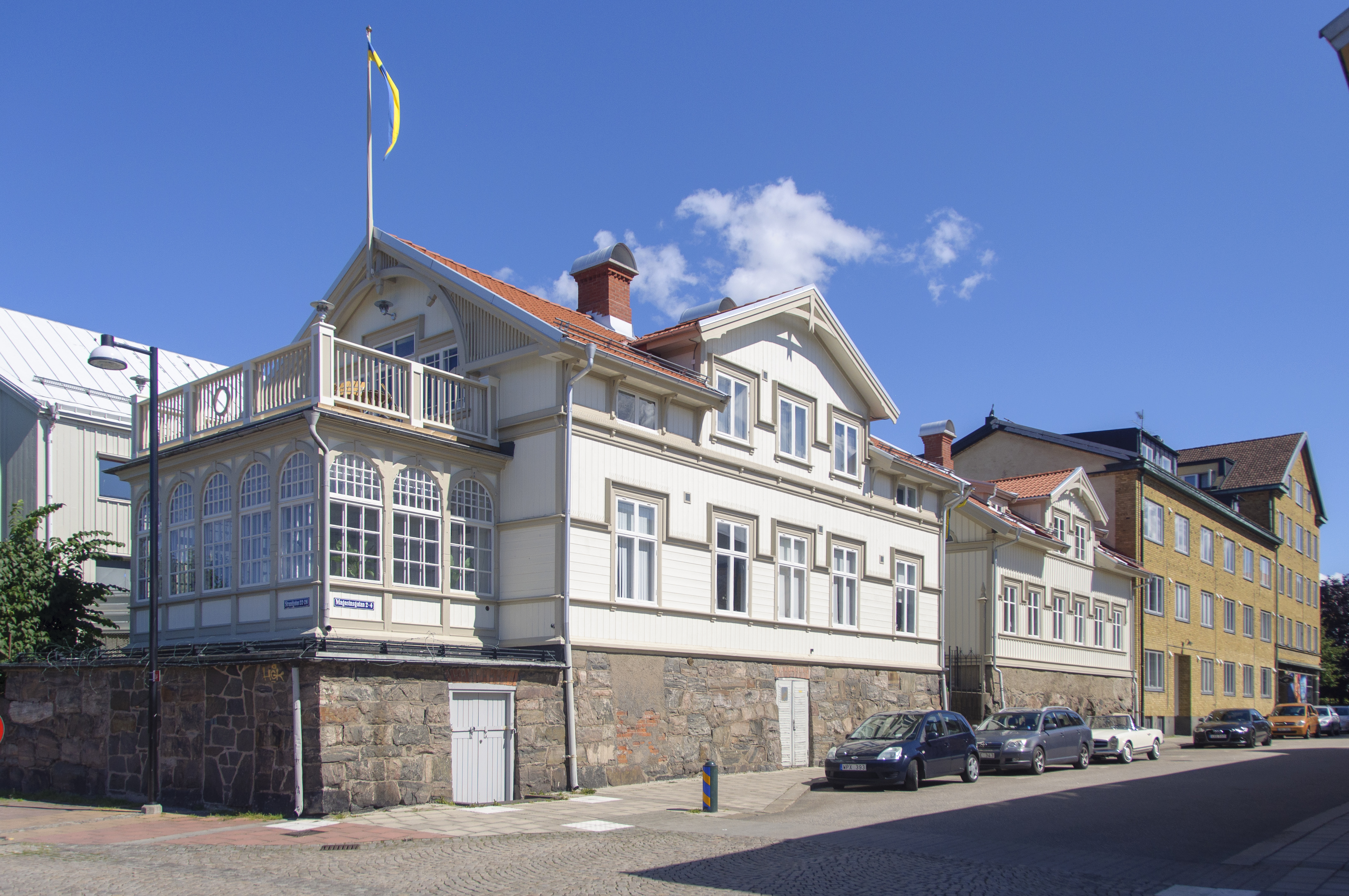
Magasinsgatan

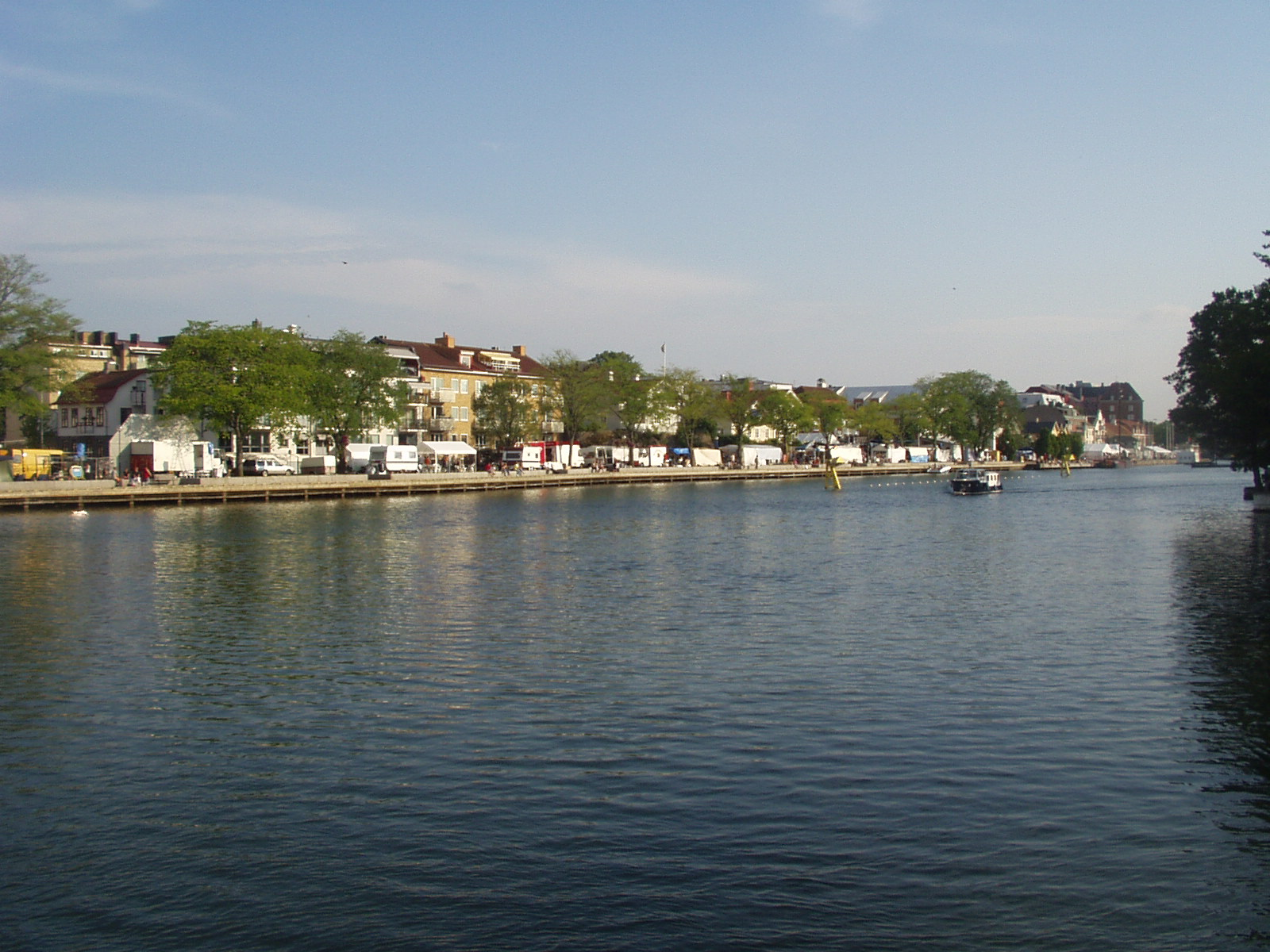
Strandgatan

### Administrativa tillhörigheter
Orten var till 1860 belägen i Gärdhems socken varur Trollhättans socken då utbröts och där Trollhättan då blev kyrkby och orten ingick efter kommunreformen 1862 i Trollhättans landskommun. Bebyggelsen kom tidigt att expandera in i kringliggande socknar/landskommuner och när Trollhättans stad bildades 1916 av Trollhättans socken/landskommun så införlivades samtidigt delar av andra områden som Skoftebyn. Från Västra Tunhems socken/landskommun tillfördes Stallbacka och från Vassända-Naglums socken/landskommun Strömslund. 1920 tillfördes ytterligare delar från Västra Tunhem socken/landskommun (Malöga och Hedeäng). Vassända-Naglums landskommun upplöstes 1945 och en del av området inkorporerades då i Trollhättans stad. Stadskommunen utökades ytterligare 1969 innan den 1971 uppgick i Trollhättans kommun där Trollhättan sedan dess är centralort.
I kyrkligt hänseende hörde orten före 1860 till Gärdhems församling och därefter till Trollhättans församling med delar kvar i Gärdhems församling. 1989 utbröts ur Trollhättans församling Götalundens församling och Lextorps församling för delar av orten.
Orten ingick till 1896 i Väne tingslag och därefter till 1971 i Flundre, Väne och Bjärke tingslag. Från 1971 till 2004 ingick Trollhättan i Trollhättans domsaga och orten ingår sedan 2004 i Vänersborgs domkrets.

## Ekonomi och infrastruktur

### Näringsliv
- Trollhättans största företag är GKN Aerospace Sweden.
- Filmindustri är en ny industri som vuxit fram i Trollhättan, "Trollywood". Hos Film i Väst spelas numera hälften av all svensk långfilm in.
- "Innovatum Teknikpark", numera Innovatum Science Park, invigdes 1997.

### Kommunikationer

#### Vägar
Europaväg 45, riksväg 42, riksväg 44 och riksväg 47 ansluter till tätorten.

#### Kollektivtrafik
Kollektivtrafiken i Trollhättan är gemensam med Vänersborg och drivs av Västtrafik. Den består av buss som i Trollhättan utgår från Resecentrum (tidigare från Drottningtorget).

#### Järnväg
Trollhättan ligger längs Norge/Vänerbanan. I Trollhättan finns Trollhättetunneln, en av Sveriges längsta järnvägstunnlar.

### Utbildning

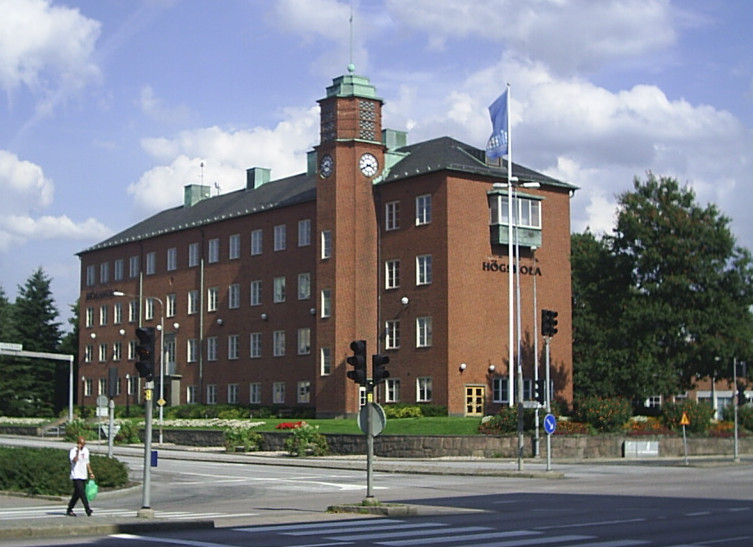
Högskolans kårhus, beläget vid Drottningtorget

#### Kommunala grundskolor
| - Björndalsskolan - Dalkjusans skola - Hjortmosseskolan - Hälltorpskolan - Kronan - Lextorpsskolan - Lyrfågelskolan | - Paradisskolan - Sjuntorpsorpskolam - Skoftebyskolan - Skogshöjdens skola - Stavreskolan - Strömslundsskolan - Sylteskolan - Slättbergsskolan - Åsaka Skola - Upphärad skola - Velanda skola |

#### Fristående grundskolor
- Fridaskolan
- Nya Skolan AB
- Montessoriskolan Trilobiten
- Nordic International School Trollhättan

#### Kommunal gymnasieutbildning
- Magnus Åbergsgymnasiet, "MÅG".
- Nils Ericsonsgymnasiet, "Nisse".
- Lärcentrum (Komvux)

#### Fristående gymnasieutbildning
- Folkuniversitetets gymnasium
- Ljud & Bildskolan (musikproduktion, spelutveckling och media)
- Trollhättans praktiska gymnasium
- Drottning Blankas Gymnasieskola
- Realgymnasiet

#### Eftergymnasial utbildning
- Högskolan Väst
- Lernia
- Trollhättans folkhögskola

### Bankväsende

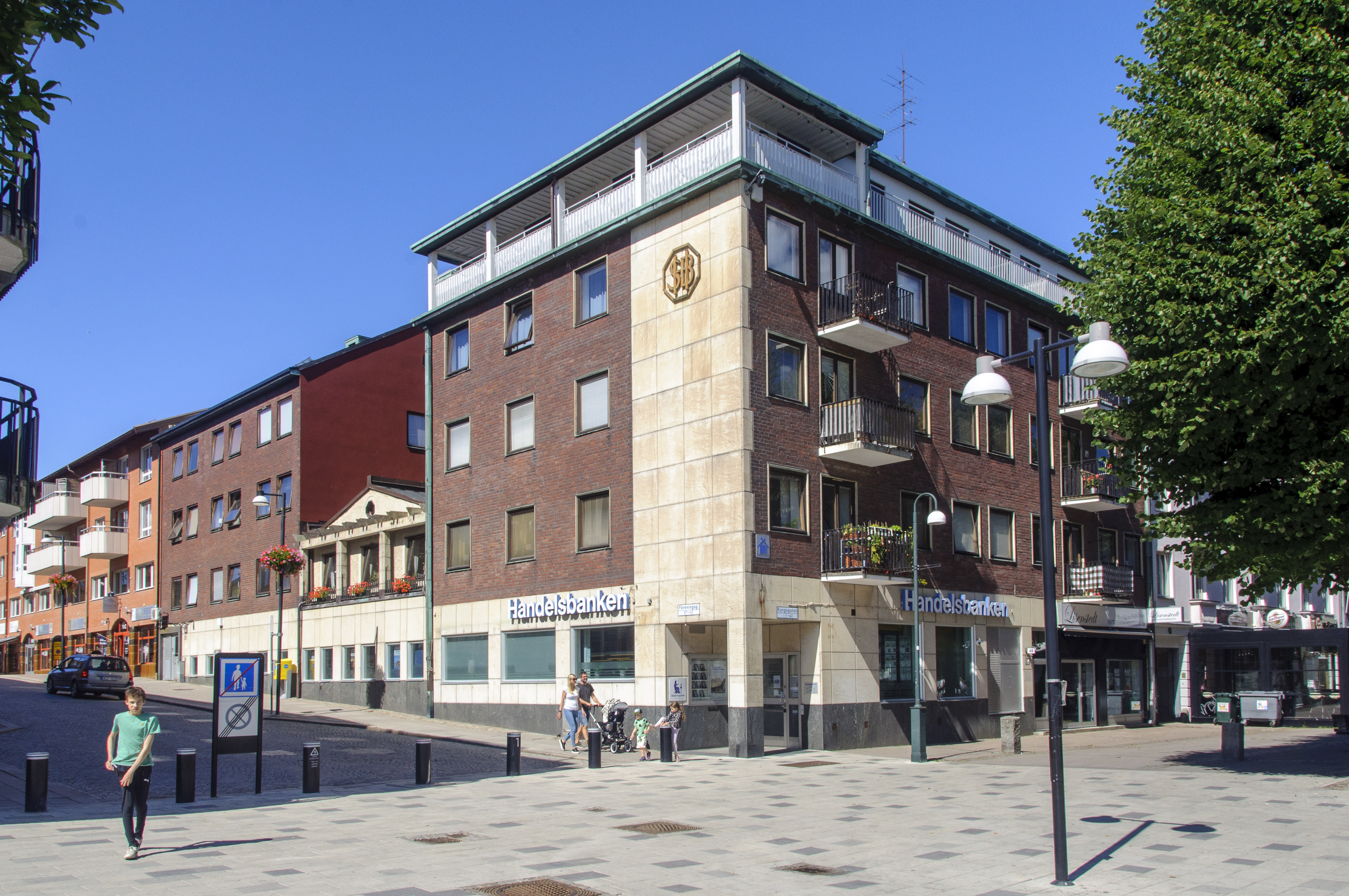
Handelsbanken i Trollhättan

Trollhättans sparbank grundades 1875. Den uppgick 1986 i Sparbanken Väst som senare blev en del av Swedbank.
Enskilda Banken i Venersborg etablerade ett kontor i Trollhättan på 1860-talet. I november 1907 öppnade även Värmlands enskilda bank ett kontor i Trollhättan. Wermlandsbankens kontor övertogs 1936 av Göteborgs handelsbank. Denna bank övertogs år 1949 av Skandinaviska banken som behöll kontoret i Trollhättan. Vänersborgsbanken hade då uppgått i Svenska Handelsbanken. Under 1900-talet etablerade sig även PKbanken i Trollhättan.
SEB, Nordea, Swedbank och Handelsbanken har alla alltjämt kontor i Trollhättan.

## Demografi

### Befolkningsutveckling
| Befolkningsutvecklingen i Trollhättans tätort | Befolkningsutvecklingen i Trollhättans tätort | Befolkningsutvecklingen i Trollhättans tätort | Befolkningsutvecklingen i Trollhättans tätort | Befolkningsutvecklingen i Trollhättans tätort |
| --------------------------------------------- | --------------------------------------------- | --------------------------------------------- | --------------------------------------------- | --------------------------------------------- |
|                                               |                                               |                                               |                                               |                                               |
| År                                            |                                               |                                               | Invånare                                      |                                               |
| 1860                                          | 1860                                          |                                               | 1 871                                         | 1 871                                         |
| 1870                                          | 1870                                          |                                               | 2 658                                         | 2 658                                         |
| 1880                                          | 1880                                          |                                               | 3 844                                         | 3 844                                         |
| 1890                                          | 1890                                          |                                               | 5 295                                         | 5 295                                         |
| 1900                                          | 1900                                          |                                               | 7 923                                         | 7 923                                         |
| 1910                                          | 1910                                          |                                               | 12 275                                        | 12 275                                        |
| 1920                                          | 1920                                          |                                               | 14 763                                        | 14 763                                        |
| 1930                                          | 1930                                          |                                               | 15 018                                        | 15 018                                        |
| 1940                                          | 1940                                          |                                               | 17 551                                        | 17 551                                        |
| 1950                                          | 1950                                          |                                               | 22 951                                        | 22 951                                        |
| 1960                                          | 1960                                          |                                               | 30 610                                        | 30 610                                        |
| 1970                                          | 1970                                          |                                               | 41 016                                        | 41 016                                        |
| 1980                                          | 1980                                          |                                               | 41 369                                        | 41 369                                        |
| 1990                                          | 1990                                          |                                               | 42 257                                        | 42 257                                        |
| 2000                                          | 2000                                          |                                               | 44 046                                        | 44 046                                        |
| 2005                                          | 2005                                          |                                               | 44 498                                        | 44 498                                        |
| 2010                                          | 2010                                          |                                               | 46 457                                        | 46 457                                        |
| 2015                                          | 2015                                          |                                               | 48 573                                        | 48 573                                        |
| 2020                                          | 2020                                          |                                               | 50 502                                        | 50 502                                        |
| Källor: SCB                                   |                                               |                                               |                                               |                                               |

Anmärkningar:
- 1900–1910 avser siffrorna befolkningen såväl inom kommunens gränser, samt uppskattade siffror för förstäderna Skoftebyn och Strömslund, som då låg utanför Trollhättan.
- 1920–1940 avser siffrorna befolkningen inom stadens gränser, som under denna tid stämde väl överens med tätbebyggelsen.
- Från och med 1950 avser siffrorna SCB:s tätortsdefinition.
- Fram till och med 1960 utgjorde Halvorstorp en egen tätort. Invånarantal: 404 (1940), 504 (1950), 715 (1960)
- I 1990 års siffror har även inräknats befolkningen i Björndalen (1 073) och Skogshöjden (1 006). Dessa stadsdelar började byggas i slutet av 1980-talet och hade vid 1990 års tätortsavgränsning ännu inte vuxit ihop med Trollhättan, och räknades därför som egna statistiska tätorter.
- Ända sedan Trollhättan blev stad 1916 har den haft plats mellan 20 och 25 i storleksordning bland Sveriges städer.

### Stadsdelar
| - Björndalen - Centrum - Dannebacken - Halvorstorp - Hjortmossen - Hjulkvarn | - Hojum - Karlstorp - Kronogården - Källstorp - Lextorp - Malöga | - Sandhem - Skoftebyn - Skogshöjden - Skogstorpa - Stallbacka - Stavre | - Strömslund - Sylte - Tingvalla - Torsred - Överby |

### Religion

#### Svenska kyrkans församlingar
Huvuddelen av tätorten är indelad i tre församlingar, nämligen Trollhättans, Götalundens och Lextorps församling. Stadsdelen Halvorstorp ligger dock i Gärdhems församling. År 1989 ändrades den kyrkliga indelningen av Trollhättan, då Lextorps och Götalundens församlingar bildades.

#### Frikyrkor
- Frälsningsarméns kår i Trollhättan

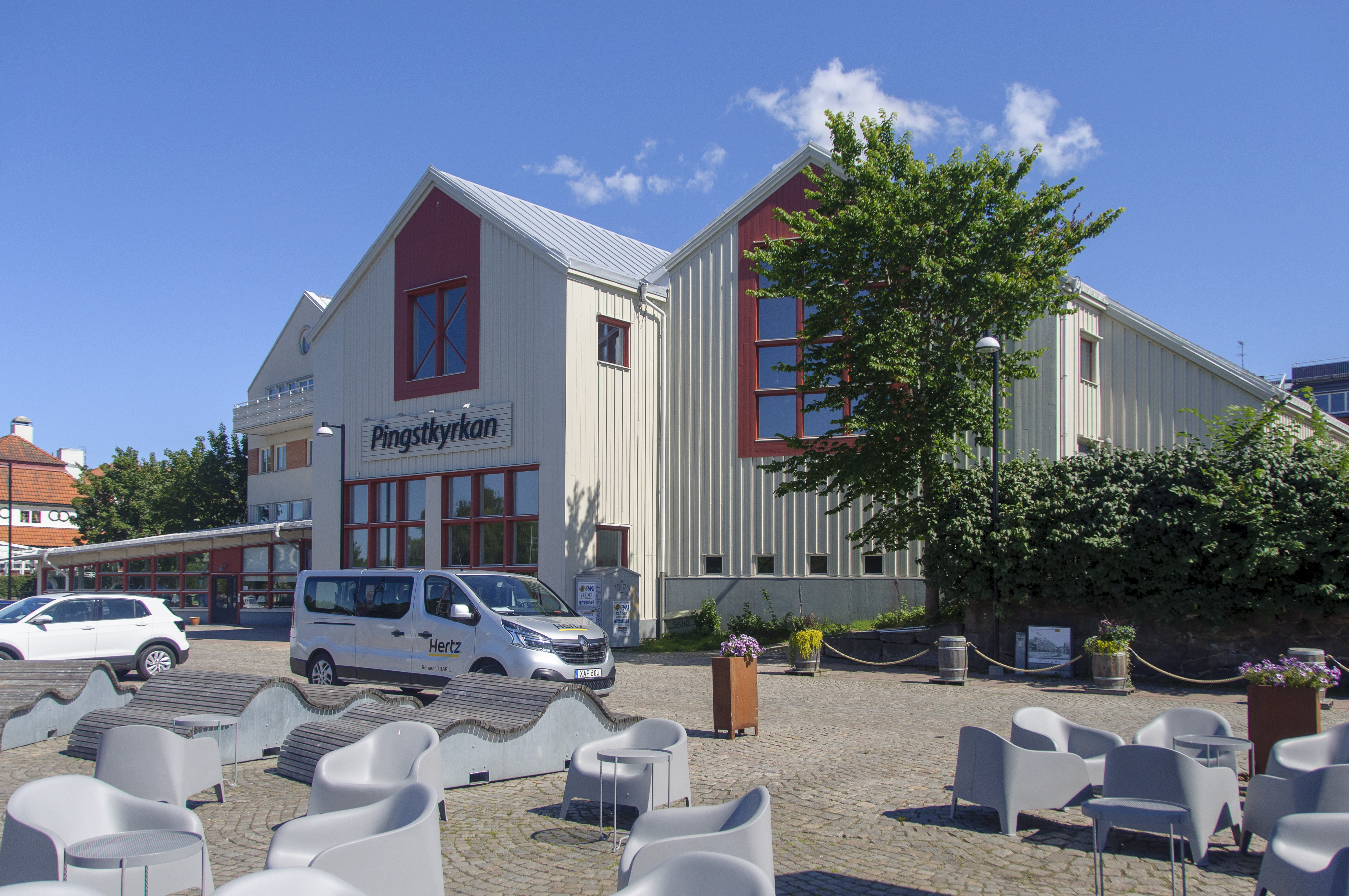
Pingstkyrkan

- Kronokyrkan (Evangeliska Frikyrkan)
- Pingstförsamlingen i Trollhättan
- Trollhättans Missionsförsamling (Equmeniakyrkan)
- Lindvedens Missionsförsamling (Equmeniakyrkan)
- Velanda Missionsförsamling (Equmeniakyrkan)
- Ekumeniska församlingen (Equmeniakyrkan)

#### Moské
- Trollhättans moské (Islamiska Kulturföreningen i Trollhättan Lextorp)

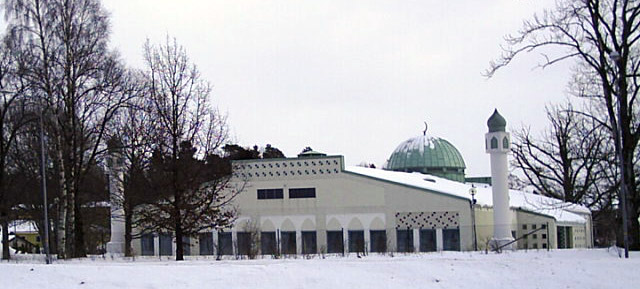
Trollhättans moské

#### Andra religiösa församlingar
- Jesu Kristi Kyrka av Sista Dagars Heliga (Halvorstorp)
- Sankt Petri katolska församling

## Kultur

### Lokala musiker
- Topplock
- Cirkus Miramar
- Happy Vibes
- Lord Belial
- Paul Paljett
- Peter LeMarc
- Suburbia
- The Crown
- Ölhävers
- Blue Penny
- Spring Johnny!
- Eldoradio
- The Wednesdays

### Evenemang
- Fallens dagar i juli varje år.
- Trollhättans poesifestival arrangeras sedan 2001 av Poesiföreningen Dekadans och Trollhättans stad. Poesifestivalen är en av Sveriges största och arrangeras första helgen i mars.
- Saabfestivalen vid Saabmuseet, sommartid vartannat år (senast juni 2019).
- Veteranbilsutställning på slussområdet varje onsdag 18.00-21.00 i juni, juli och augusti.
- Tattoo Meltdown, tatueringsmässa som årligen arrangeras i Folkets Hus den första helgen i mars. Mässan arrangeras av tatueringsstudion Amigo Ink och gästas årligen av över 100 tatueringsstudior och andra utställare från runt om i värden.
- Vicious Rock Festival, metal och hårdrocksfestival som hålls i juli.[22]
- Trestad Racing Summer Meet, bilträff på Trestad Center.

### Massmedier

#### Tidningar
- TTELA (sammanslagning av Elfsborgs Läns Allehanda och Trollhättans Tidning/Lilla Edet-Posten)

#### Radio
| Frekvens  | Sändningsbeteckning         | Sändarplats |
| --------- | --------------------------- | ----------- |
| 88,0 MHz  | Rockklassiker               | Trollhättan |
| 90,6 MHz  | Radio Trollhättan           | Trollhättan |
| 91,0 MHz  | Rix FM                      | Trollhättan |
| 91,5 MHz  | Radio Treby                 | Grästorp    |
| 91,9 MHz  | Sveriges Radio P1           | Trollhättan |
| 95,7 MHz  | Sveriges Radio P2           | Trollhättan |
| 99,8 MHz  | Sveriges Radio P3           | Trollhättan |
| 101,2 MHz | Lite FM                     | Vänersborg  |
| 103,7 MHz | Sveriges Radio P4 (P4 Väst) | Trollhättan |
| 105,0 MHz | NRJ                         | Trollhättan |
| 106,2 MHz | Star FM                     | Trollhättan |
| 106,9 MHz | Mix Megapol Göteborg        | Trollhättan |

#### TV
- TV2Stad
- TV4 Väst

### Sevärdheter
Natur- och kulturmiljön i Göta älvs fall- och slussområde med slussar från 1800, 1844 och 1916 är ett känt besöksmål.
- Innovatum
- Kanalmuseet
- Karl Johans torg
- Polhems slussled
- Saabmuseet
- Stallbackabron
- Trollhättefallen
- Trollhätte kanal
- Vattenkraftstationerna Hojum och Olidan
- Spikön

### Sport

#### Idrottsföreningar
| - FC Trollhättan - Fotboll - Gripen Trollhättan BK - Bandy - Trollhättan Elite Thaiboxning - Muai Thai - Guldgeneralerna Trollhättan - Shogi - Halvorstorps IS - Fotboll - IBK Elfhög - Innebandy - IFK Trollhättan - Fotboll - KFUM-Trollhättan - Handboll - Kumgang - Taekwondo - Skoftebyns IF - Fotboll - SK Trollhättan - Skridsko - Strömkarlens karateklubb - Karate - SMK Trollhättan - Motorsport - Trollhättans Aikidoklubb - Aikido - Trollhättans Atletklubb - Brottning - Trollhättans Basketbollklubb - Basket - Trollhättan BoIS - Fotboll - Trollhättans BTK - Bordtennis | - Trollhättan Dolphins - Bowling - Trollhättans FK - Fotboll - Trollhättans Fältrittklubb TFRK - Ridning - Trollhättans Golfklubb - Golf - Trollhättans HC Goblins - Ishockey - Trollhättans IF - Fotboll och friidrott - Trollhättans Judoklubb - Trollhättans Kanotklubb, TKK - Kajak och kanadensare - Trollhättans KF - Konståkning - Trollhättans Pistolklubb - Luftpistol - Trollhättans Schackklubb - Schack - Trollhättans SK - Friidrott - Trollhättans SkateboardFörening - Skateboard - Trollhättans SOK - Skidor och orientering - Trollhättans Sportklubb - Orientering och friidrott - Trollhättans Song Moo Kwan - Taekwondo - Trollhättans SS - Simning - Trollhättans TK - Tennis - BK Strömkarlen - Bowling - Trollhättans Fotbollsdomarklubb - Domarklubb |  |

#### Sportanläggningar
- Edsborg
- Älvhögsborg
- Slättbergshallen